# Einzelhaft
Einzelhaft è l'album di debutto del cantante hip hop austriaco Falco, pubblicato nel 1982 dall'etichetta discografica Gig.
L'album conteneva i singoli Ganz Wien, Auf der Flucht, Maschine Brennt e Der Kommissar, quest'ultimo particolarmente di gran successo commerciale, piazzandosi al primo posto delle classifiche d'Italia, Spagna, Austria e Germania e nella top ten di diversi paesi tra cui Australia, Finlandia, Francia, Svezia e, prima volta per un rapper in lingua tedesca, negli Stati Uniti. 
Il disco, che nella sua pubblicazione originale ha raggiunto la prima posizione della classifica austriaca, è stato ripubblicato nel 2007 in occasione del 25 anni dalla prima uscita, con un'edizione speciale in doppio cd.
Inizialmente pubblicato come LP, è stato pubblicato su CD nel 1989 dall'etichetta BMG.

## Tracce
LP (GIG 222 107)
CD (GIG 74321 37830 2 (BMG)
1. Zuviel Hitze - 4:28
2. Der Kommissar - 3:53
3. Siebzehn Jahr - 3:57
4. Auf der Flucht - 4:06
5. Ganz Wien - 5:08
6. Maschine brennt - 3:36
7. Hinter uns die Sintflut - 3:16
8. Nie mehr Schule - 4:10
9. Helden von heute - 4:08
10. Einzelhaft - 4:02

Versione 25º anniversario
CD2
1. Nie Mehr Schule (Anniversary Mix 2007) - 4:03
2. That Scene (Ganz Wien) - 4:25
3. Interview Johann Hölzel 1993 - Kapitel 1 "Aus Hans Hölzel Wird Falco" - 3:59
4. Interview Johann Hölzel 1993 - Kapitel 2 "Die Ersten 3 Alben" - 3:09
5. Interview Johann Hölzel 1993 - Kapitel 3 "Erfolg Und Seine Konsequenzen" - 3:37
6. Interview Johann Hölzel 1993 - Kapitel 4 "Zeitgeist" - 5:28
7. Interview Johann Hölzel 1993 - Kapitel 5 "Westen, Osten, Norden, Süden" - 4:40
8. Interview Johann Hölzel 1993 - Kapitel 6 "Suche Nach Der Wahrheit" - 3:25
9. Interview Johann Hölzel 1993 - Kapitel 7 "Konzentration Der Kräfte" - 4:12
10. Interview Johann Hölzel 1993 - Kapitel 8 "Kunst Und Verantwortung" - 2:26
11. Interview Johann Hölzel 1993 - Kapitel 9 "Zukunftaussichten" - 5:03

## Classifiche
| Classifica (1982) | Posizione raggiunta |
| ----------------- | ------------------- |
| Austria           | 1                   |
| Italia            | 21                  |
| Svezia            | 45                  |
| Nuova Zelanda     | 45                  |
| Stati Uniti       | 64                  |